# Drewnowo-Konarze
Drewnowo-Konarze (prononciation : [drɛvˈnɔvɔ kɔˈnaʐɛ]) est un village polonais de la gmina de Boguty-Pianki dans le powiat d'Ostrów Mazowiecka de la voïvodie de Mazovie dans le centre-est de la Pologne.

## Histoire
De 1975 à 1998, le village appartenait administrativement à la voïvodie de Łomża.